# 末廣酒造
末廣酒造株式会社（すえひろしゅぞう）は、福島県会津若松市の清酒製造業を行う酒蔵。

## 概要
嘉永三年（1850年）創業という歴史を持ち、生産量、ラインナップ共に会津地域では大きな規模を持つ酒蔵である。
酒蔵には蔵喫茶『杏』、クラシックカメラ館等が併設され、蔵の一つ『嘉永蔵』はイベントホールとして、コンサートなど文化活動の場として開放されている。
平成30年（2018年）、9つの建造物が国の登録有形文化財に登録された。
- 嘉永蔵主屋（築 明治42年）、嘉永蔵新蔵（築 明治25年）、嘉永蔵壱号蔵（築 大正11年）、嘉永蔵三号蔵（築 明治40年）、嘉永蔵四号蔵 (築 明治40年）、嘉永蔵五号蔵（築 大正9年）、嘉永蔵煉瓦煙突（築 昭和6年）、嘉永蔵正面門（築 明治42年）、嘉永蔵煉瓦塀（築 明治42年）

## 沿革
- 1996年 - 会津高田町（現・会津美里町）に博士蔵を竣工